# Bendorejo (Udanawu)
Bendorejo is een bestuurslaag in het regentschap Blitar van de provincie Oost-Java, Indonesië. Bendorejo telt 1562 inwoners (volkstelling 2010).